# Inowrocław (Landgemeinde)
Die gmina wiejska Inowrocław ist eine selbständige Landgemeinde in Polen im Powiat Inowrocławski in der Woiwodschaft Kujawien-Pommern. Sie zählt 11.845 Einwohner (31. Dezember 2020) und hat eine Fläche von 171 km², die zu 2 % von Wald und zu 85 % von landwirtschaftlicher Fläche eingenommen wird. Verwaltungssitz der Landgemeinde ist die Stadt Inowrocław (deutsch Inowrazlaw, ab 1904 Hohensalza).

## Geographische Lage

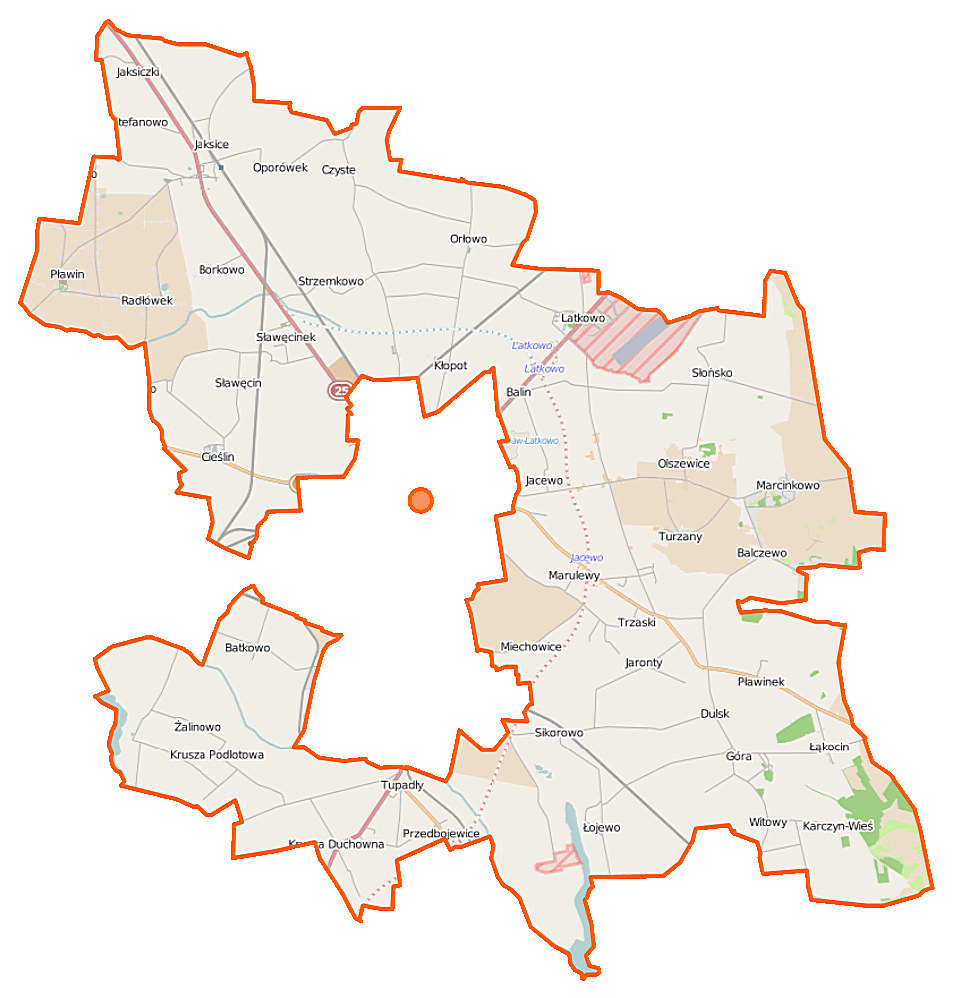
Karte der Gemeinde

Die Gemeinde liegt etwa 40 Kilometer südöstlich der Bezirkshauptstadt Bydgoszcz (Bromberg) und etwa 200 Kilometer westlich von der polnischen Hauptstadt Warschau entfernt. Der Fluss Noteć (Netze) durchzieht ihr Gebiet, das die Stadt Inowrocław fast vollständig umfasst.

## Gemeindegliederung
Die Landgemeinde umfasst 26 Ortschaften mit Schulzenamt und 24 weitere Ortschaften:
| polnischer Name  | deutscher Name (1815–1919)     | deutscher Name (1939–1945)                 |
| ---------------- | ------------------------------ | ------------------------------------------ |
| Balczewo         | Balczewo 1904–1919 Balzweiler  | Balzweiler                                 |
| Balin            | Balino                         | Baldursfelde                               |
| Batkowo          | Batkowo                        | Grumbach                                   |
| Borkowo          | Borkowo                        | Erxleben                                   |
| Cieślin          | Cieslin                        | Dexel                                      |
| Czyste           | Czyste                         | Reinfeld                                   |
| Dalkowo          | Dalkowo 1904–1919 Daheim       | Daheim                                     |
| Dulsk            | Dulsk                          | Niederbrunn                                |
| Dziennice        | Dziennice 1904–1919 Dziennitz  | Lichtenau                                  |
| Gnojno           | Gnoyno                         | Bauerngold                                 |
| Góra             | Gora                           | Hochfelde                                  |
| Jacewo           | Jazewo                         | Jahnsfeld                                  |
| Jaksice          | Jakschitz                      | Axelhausen                                 |
| Jaksiczki        | Vorwerk Klein Jakschitz        | Armalisdorf                                |
| Jaronty          | Jaronty                        | Friedrichsgraben                           |
| Karczyn-Wieś     | Karczyn                        | Talrode                                    |
| Kłopot           | Rübenau                        | Rübenau                                    |
| Komaszyce        | Komaszyce                      | Kunzen                                     |
| Kruśliwiec       | Kruschlewitz                   | Kruschen                                   |
| Krusza Duchowna  | Lindenthal                     | Lindental                                  |
| Krusza Podlotowa | Krusza Podludowa               | 1939–1943 Kaisertal 1943–1945 Kleinkruscha |
| Krusza Zamkowa   | Groß Kruscha                   | Großkruscha                                |
| Łąkocin          | Lonkocin                       | Grünwiese                                  |
| Latkowo          | Latkowo                        | Sommerfeld                                 |
| Łojewo           | Lojewo                         | Lohdorf                                    |
| Marcinkowo       | Marcinkowo                     | 1939–1943 Martinsau 1943–1945 Martinau     |
| Marulewy         | Friedrichsfelde                | Friedrichsfelde                            |
| Miechowice       | Michowitz 1908–1919 Milchhöfen | Seckendorf                                 |
| Mimowola         | Mimowola                       | Trotzen                                    |
| Olszewice        | Olschewitz                     | Ellerbusch                                 |
| Oporówek         | Oporowek                       | Wehrheim                                   |
| Orłowo           | Orlowo                         | Deutschorden                               |
| Ostrowo Krzyckie | Scharley-Ostrow                | Scharley-Ostrow                            |
| Piotrkowice      | Piotrkowitz                    | 1939–1943 Peterhof 1943–1945 Petersdorf    |
| Pławin           | Plawin                         | Altschwemmen                               |
| Pławinek         | Plawinek                       | Klein Altschwemmen                         |
| Popowice         | Popowice 1904–1919 Popowitz    | Süderhofen                                 |
| Popowiczki       | Popowitzki                     | Süderhof                                   |
| Radłówek         | Radlowek                       | Reinacker                                  |
| Sikorowo         | Sikorowo                       | Meisenheim                                 |
| Sławęcin         | Slabencin                      | Ruppertsfeld                               |
| Sławęcinek       | Slabencinek                    | Ruppertshof                                |
| Słońsko          | Slonsk                         | Hallfeld                                   |
| Sójkowo          | Soykowo                        | Rabenstein                                 |
| Stefanowo        | Vorwerk Stefanowo              | Jakschitz Abbau                            |
| Strzemkowo       | Strzemkowo                     | Wappenhof                                  |
| Trzaski          | Trzask                         | Splitten                                   |
| Tupadły          | Tupadly                        | Sagenfeld                                  |
| Turlejewo        | Freischulzerei                 | Schulzenhof                                |
| Turzany          | Turzany                        | Rieden                                     |
| Witowy           | Witowy                         | Veitshof                                   |
| Żalinowo         | Zalinowo                       | Klaghof                                    |